# Janet Reno
Pour les articles homonymes, voir Reno.
Janet Reno, née le 21 juillet 1938 à Miami (Floride) et morte le 7 novembre 2016 dans la même ville, est une femme politique et avocate américaine.
Membre du Parti démocrate, elle est procureure générale entre 1993 et 2001 dans l'administration du président Bill Clinton. Elle est la première femme à occuper ce poste.

## Biographie

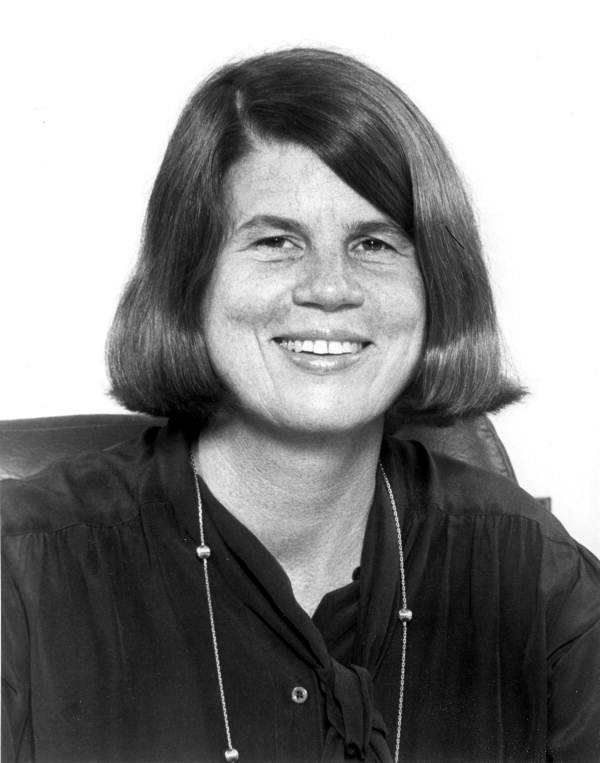
Janet Reno en 1978.

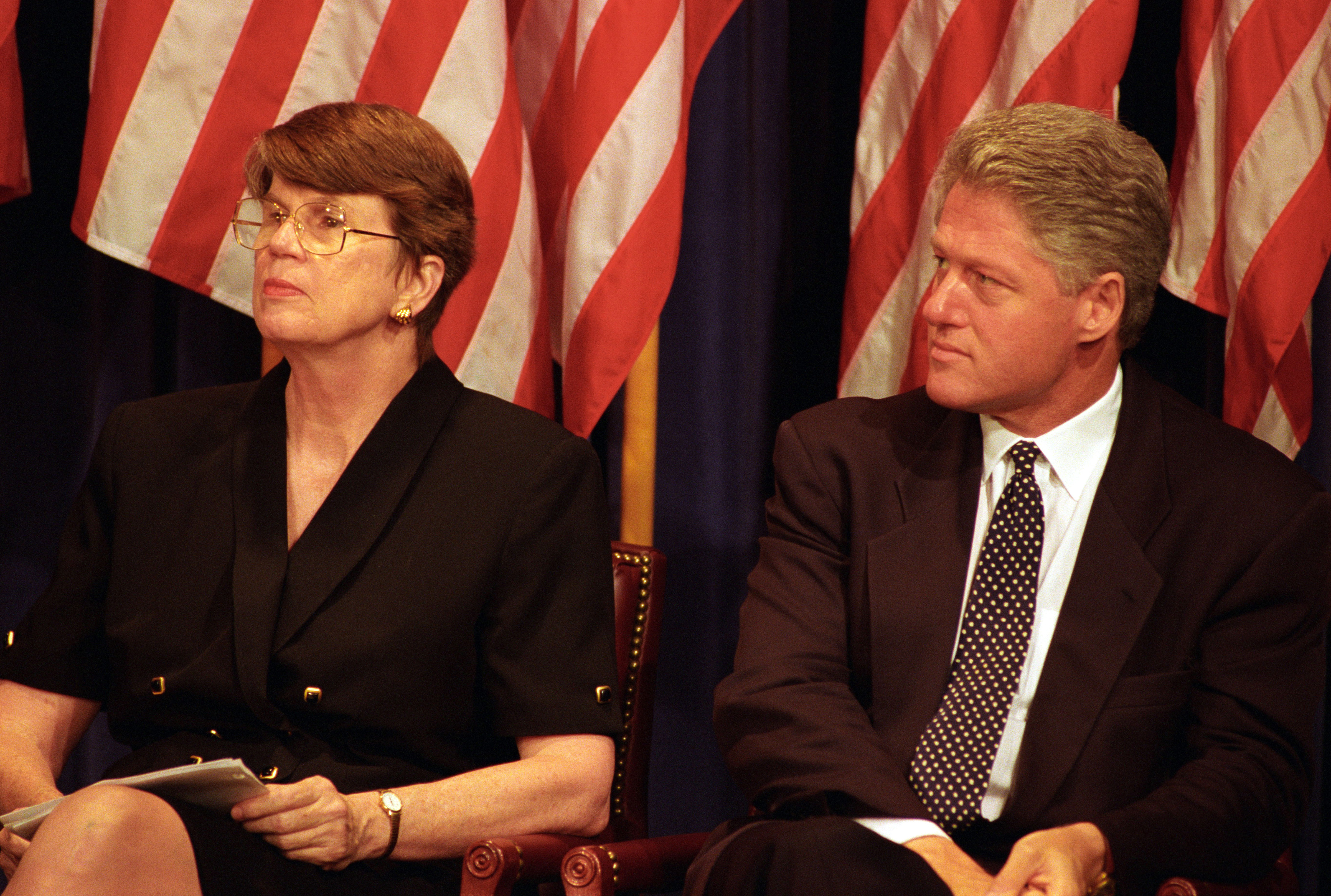
Janet Reno et Bill Clinton en 1995.

Née en 1938 à Miami, elle est diplômée en droit de l'université Harvard,.
Puis elle commence à travailler pour diverses entreprises puis pour le ministère de la Justice en Floride.
Entre 1978 et 1993, elle est procureure du comté de Dade (Miami).
En 1993, elle devient procureure générale des États-Unis sur décision du président Bill Clinton, première femme à occuper ce poste. Procureure générale des États-Unis entre 1993 et 2001 (équivalent de ministre de la Justice), Janet Reno est mise à l'épreuve lors de la tragédie de Waco en 1993, lorsque le gouvernement américain est intervenu pour mettre fin aux dérives de la secte des Davidiens,. Elle intervient aussi sur des sujets particulièrement sensibles comme l'affaire Whitewater en 1993 et 1994 jusqu'à la nomination d'un procureur indépendant, l'arrestation et condamnation de Unabomber en avril 1996, ou l'arrestation et condamnation de Timothy McVeigh et Terry Nichols pour l'attentat d'Oklahoma City en 1995 et 1997, ou encore l'affaire Elián González en décembre 1999,, et d'autres. Une polémique accompagne également sa décision de ne pas donner suite aux demandes d'enquêtes du Parti Républicain sur des pratiques considérées comme illégales de Bill Clinton et du vice-président Al Gore pour collecter des contributions électorales,.
Après sa participation au gouvernement Clinton, Janet Reno se présente à l'élection de gouverneur de Floride en 2002, mais elle échoue aux primaires démocrates, arrivant derrière Bill McBride. Elle a ensuite quitté la vie publique, malgré quelques apparitions occasionnelles pour le Parti démocrate.
Janet Reno souffre de la maladie de Parkinson à partir de 1995. Elle meurt le 7 novembre 2016.

## Hommage
- Elle est inscrite au National Women's Hall of Fame.

## Dans la culture populaire
- Elle est incarnée par Jane Lynch dans la mini-série Manhunt: Unabomber diffusée en 2017.
- Elle est incarnée dans la série télévisée Ally McBeal par Linda Gehringer en 1998.
- South Park : saison 4 épisode 4 Quintuplés contorsionnistes.
- Elle apparaît également dans l'épisode Super Zéro de la saison 24 des Simpson, qui porte la mention en fin de générique : « Dedicated to Robert Reno. Janet et Maggy donated their fees to The Innocence Project ».